# الشاب حميد
الشاب حميد من أشهر مطربي الراي في عصره الذهبي من مواليد 1959 بمديتة وهران وإسمه الكامل عبد الحميد بن عابد وضاع صيته في الثماننيات.

## حياته
ولد الشاب حميد في مدينة وهران عام 1960 ولديه 3 أبناء يعد من اعمدة طابع الراي رفقة الشاب خالد الشاب
الطاهر والشاب صحراوي والشاب مامي  وكوكبة أخرى من عمالقة الراي شارك في مهرجان الراي بفرنسا عام 1986 وقام بالعديد من الحفلات بفرنسا التي إكتسب بفضلها على شهرة واسعة

## أعمال مشتركة
- الشابة الزهرة الغليزانية [4]
- الشابة الزهوانية [5]
- الخالدي [6]

## أغاني منفردة
- لي بينك غير نسيه [7]
- قاتاهلك يامونامور[8]

'